# Zeuhl
Zeuhl is een muziekstijl die in het begin van de jaren zeventig vrijwel alleen voor de Franse band Magma, rond de klassiek geschoolde drummer Christian Vander, ontstond en gebruikt werd. Het woord is afkomstig uit het Kobaïaans, een kunsttaal die door Vander verzonnen werd voor de muziek van de groep. Het woord zeuhl betekent daarin "hemels".
De muzikale wortels van Zeuhl gaan enigszins terug op wegbereiders van de free-jazz-beweging, zoals John Coltrane, en anderzijds vindt men ook folkloristische klanken en invloeden uit het werk van Carl Orff terug.
Zeuhl wordt door meerdere elementen gekarakteriseerd. Bijzonder opvallend is de dominante ritmesectie, meestal in de vorm van een pompende basgitaar en een slepend ofwel flexibel spelend slagwerk. Langzame repetitieve structuren, die voor de opbouw van een hypnotiserende sfeer dienen, zijn even markant als solopassages met een sterk technische finesse. Zang is vaak breedvoerig aanwezig en kan bijvoorbeeld bestaan uit meerstemmige koordelen (cf. Orffs Carmina Burana) of solo gezongen passages met scherpe intonatie. Zeuhl-bands voegden later vaak nog een sologitarist toe. De piano of digitale piano neemt doorgaans eerder een begeleidende plaats in, vooral ter accentuering van het repetitieve patroon.
Uiteindelijk werd de term overgenomen voor bands die met Magma connecties hadden, en voor nieuwe bands die gelijkaardige muziek speelden. Enkele belangrijke Franse groepen, waarvan de muziek in bepaalde mate Zeuhl genoemd kan worden, zijn Weidorje, Zao, Eskaton, Vortex. Ook iets meer verscheiden groepen in Frankrijk en daarbuiten zijn in bepaalde mate met de Zeuhl verbonden, zoals het Japanse Ruins en Koenji Hyakkei, het Franse Art Zoyd, Heldon en Shub Niggurath, het Belgische Lagger Blues Machine, Univers Zero en Present, het Zweedse Kultivator.